# Terry Deary
William Terence „Terry“ Deary (* 3. ledna 1946 Sunderland, Anglie, Spojené království) je anglický spisovatel a historik. Proslul sérií kratších, odlehčených knih o historii Děsivé dějiny (Horrible Histories), podle kterého byl natočen i kreslený televizní seriál. Množství jeho knih vyšlo i v češtině. V duchu svých populárně naučných knih zastává názor, že by školy měly děti učit spíše praktickým dovednostem místo přesným všeobecným znalostem.
| „ | Školy mě nezajímají. V 21. století nemají význam. Byly jen viktoriánským nástrojem, jak dostat děti z ulic. Kdo rozhodl, že je poslání třiceti dětí téhož věku do školní třídy s jedním učitelem tou nejlepší vzdělávací metodou? V mojí třídě bylo 52 dětí a vše, co jsem se naučil, bylo jak udělat Eleven plus exam*. Zkoušení je smrtí vzdělávání. Děti by měly v jedenácti letech opustit školu a jít pracovat. Nikoliv kutat v dolech nebo čistit komíny, ale pracovat na počítačích nebo něco jiného zajímavého. Vše, co jsem se naučil od jedenácti let, byla ztráta času. Trigonometrie, Boylův zákon - nikdy mi to k ničemu nebylo. Měli mě učit to, co jsem pak opravdu potřeboval, jako budování vztahů, rodičovství a vydělávání peněz. O těchhle věcech jsem v osmnácti neměl ani ponětí. Školy se musí změnit. | “ |

* Zkoušky, které povinně skládají jedenáctiletí britští školáci

## Knihy
Vše bylo vydáno v edici Děsivé dějiny
- Surová středověká Anglie
- Drsná doba kamenná
- Tupí tyrani
- Temný příběh
- Stín šibenice
- Hrobka hrůzy
- Prohnilí Římané
- Bombardovaní Britové
- Keltští hrdlořezové
- Strašná první světová válka
- Mizerná druhá světová válka
- Zuřiví Aztékové
- Zpropadené Skotsko
- Neskuteční Inkové
- Divocí Anglosasové
- Ničemní Normané
- USA
- Úžasní Řekové
- Oxford
- Temní rytíři a ošumělé hrady
- Edinburgh
- Ještě prohnilejší Římané
- Švindlova uličnická akademie: Lumpárny začínají
- Švindlova uličnická akademie: Bezva finta
- Švindlova uličnická akademie: Rošťáci v akci
- Švindlova uličnická akademie: Geniální plány